# アブラハム渓谷
『アブラハム渓谷』（ポルトガル語: Vale Abraão）は、1993年（平成5年）製作・公開、マノエル・デ・オリヴェイラ監督によるフランス・ポルトガル・スイス合作の長篇劇映画である。

## 略歴・概要
ギュスターヴ・フロベールの小説『ボヴァリー夫人』を現代ポルトガルに置き換えてアグシティナ・ベッサ・ルイーシュが書いた小説をオリヴェイラが脚色、3時間を超える大作につくりあげた。
14歳のエマを演じたセシル・サンス・デ・アルバと、20歳のエマを演じたレオノール・シルヴェイラは、まったく容貌の異なる同世代の女優を起用している。
舞台となったドウロ河は、オリヴェイラが1931年（昭和6年）に22歳で初めて監督した映画『ドウロ河』の舞台となった土地である。本作は、1993年（平成5年）、オリヴェイラが84歳のときに手がけた作品である。同年、ブラジルのサンパウロで開かれたサンパウロ国際映画祭で批評家賞、東京で開かれた第6回東京国際映画祭では最高作品貢献賞をそれぞれ受賞した。

## キャスト
- レオノール・シルヴェイラ - エマ
- セシル・サンス・デ・アルバ - エマ
- ルイス・ミゲル・シントラ - カルロシュ・デ・パイヴァ
- ルイ・デ・カルヴァリョ - パウリーノ・カルジェアノ
- ルイス・リマ・バレート - ペドロ・ルミナレス
- ミシュリーヌ・ラルパン - シモーナ・ルミナレス
- ディオゴ・ドリア - フェルナンド・オゾリオ
- ジョゼ・ピント - カイレス
- アントニオ・レイス - シエンブラノ
- グロリア・デ・マトシュ - マリア・ド・ロレト
- ジョアキン・ノゲイラ - ナルシッソ
- イザベル・ルス - リティーニャ
- マリオ・バローゾ - 声

## ストーリー
舞台はポルトガルのドウロ河にある谷、アブラハム渓谷。
医師カルロシュ・デ・パイヴァ（ルイス・ミゲル・シントラ）がある日、まだ14歳ながら美しいエマ（セシル・サンス・デ・アルバ）と出逢う。幼少のころに母をなくしたが裕福な家庭で父や叔母、使用人たち、とくに洗濯女リティーニャ（イザベル・ルス）と親しみ、不自由なく暮らしていた。
数年が経ち、エマの叔母の葬儀に訪れたカルロシュは、エマ（レオノール・シルヴェイラ）のよりいっそう美しくなった姿に衝撃を受け、心惹かれる。妻を失っていたカルロシュは、エマと結婚することになる。しかし仕事で家庭を顧みない夫、カルロシュの姉たちの心ない中傷のせいで手伝ってくれていたリティニャも去り、エマはすっかり孤独な境遇となってしまう。
エマはある夜、ルミナレス夫妻（ルイス・リマ・バレート、ミシュリーヌ・ラルパン）のダンス・パーティに行く。この夜から、エマの生活は一変する。エマは娘を2人産むが、旅行家フェルナンド・オゾリオ（ディオゴ・ドリア）の経営するオリーヴやオレンジの農園、ヴェスヴィオ園に足しげく通い、浪費と快楽に溺れ、複数の男性と情事を重ねる。
ある日、同園の執事を辞め、事業を始め成功したカイレス（ジョゼ・ピント）が現れ、エマの浪費を埋めるために投機に手を出し、逆に窮地に堕ちたカルロシュを援助する。さらにカイレスは、エマに昔からの恋心を告白する。エマは弱みに付け込むようなカイレスに断固とした態度を取り、家を出ることを決心した。
エマは、リティーニャに別れを告げ、ヴェスヴィオ園に向かう。農園を抜けてドウロ河へ出たエマは足を滑らせて水に落ち、あっけなく死んでしまう。その数日後、公園で息絶えているカルロシュの姿がみつかる。

## 註
1. 1 2  #外部リンク欄、Vale Abraão, Internet Movie Database, 2009年10月18日閲覧。二重リンクを省く。
2. ↑  アブラハム渓谷、kinejun.jp, 2009年10月18日閲覧。
3. ↑  Douro, Faina Fluvial - IMDb（英語）, 2009年10月18日閲覧。